# Art romànic de la Baixa Cerdanya

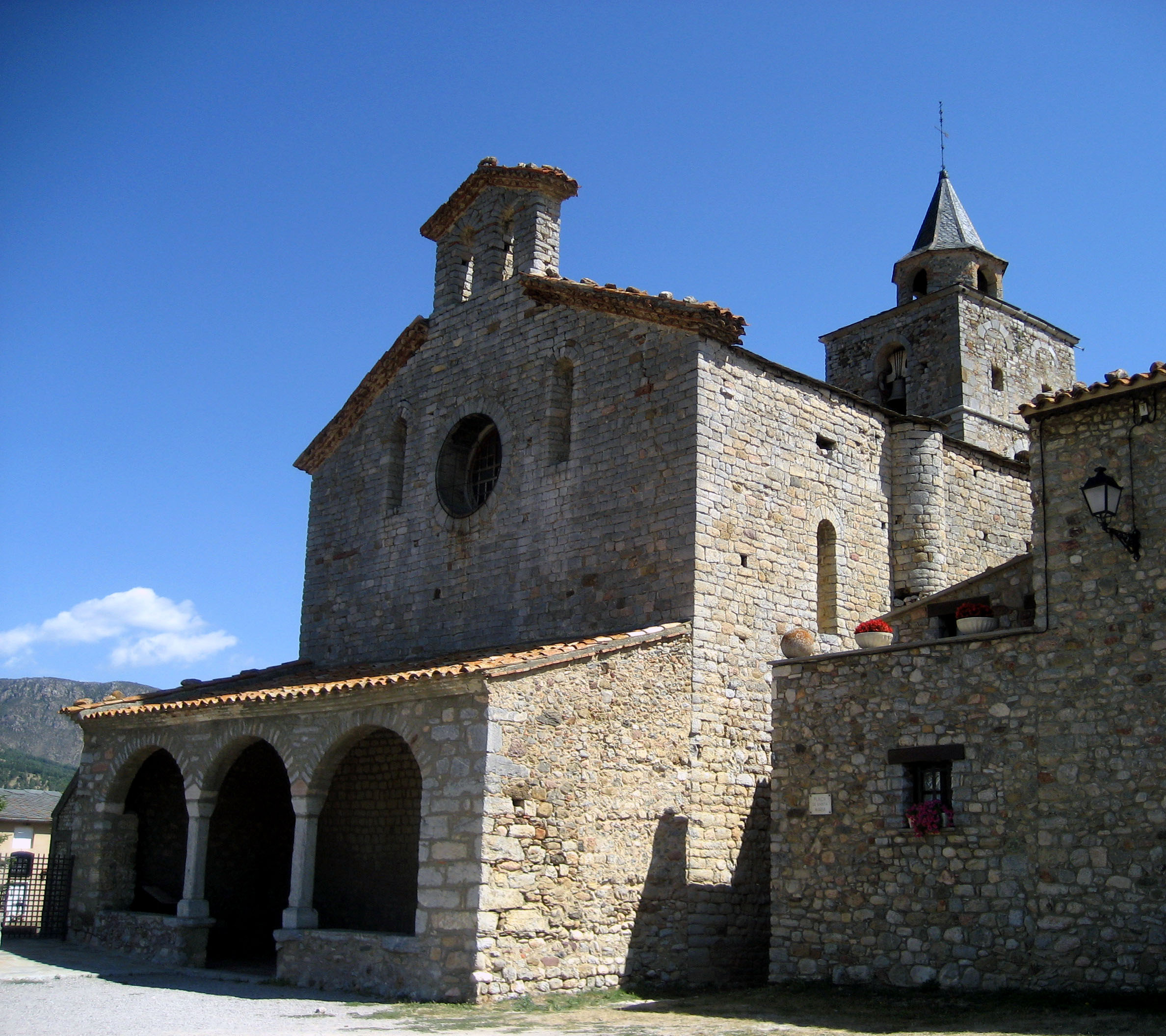
Santa Maria de Talló

L'art romànic de la Baixa Cerdanya es dona principalment en l'arquitectura religiosa de les esglésies. Hi ha notícies de moltes d'aquestes gràcies a l'acta de consagració de la catedral de la Seu d'Urgell, al final del segle ix, on consta una llista de seixanta-vuit parròquies, esglésies i viles de la Cerdanya, que foren assignades en dot a Santa Maria d'Urgell. La importància de la Seu s'emmarca, sobretot, en la seva condició de seu episcopal, datada de l'època visigòtica. La frontera eclesiàstica tampoc no corresponia a la frontera real establerta pel Tractat dels Pirineus, del 1659. Fins al 1802, del bisbat d'Urgell en depenien els trenta-tres pobles de la Cerdanya sota administració francesa. Més tard, la divisió provincial del 1833 va trencar administrativament la comarca, dividida entre les províncies de Girona (onze municipis) i Lleida (sis municipis).
Les característiques arquitectòniques principals de les esglésies són la simplicitat estructural i les dimensions reduïdes. Aquest art arquitectònic, desenvolupat a Catalunya als voltants del segle x, fou considerat per Puig i Cadafalch com el primer romànic amb corrents artístics procedents de França i Itàlia.
El romànic es veu representat també en fortificacions com la de Sant Martí dels Castells, a Bellver, documentat el 1050 com a domini de Ramon I de Cerdanya, després infeudat al vescomte de Castellbò l'any 1134, i el castell de Llívia, datat del segle xii i del qual es conserven algunes restes.

## Promotors i donacions

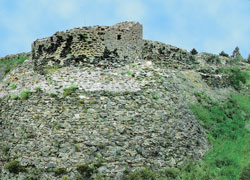
Castell de Llívia, d'arquitectura romànica

Les esglésies eren promogudes pel bisbe, pel senyor de les terres, per nobles o per la mateixa població, i normalment s'edificaven aprofitant algun mur de construccions de segles anteriors. Moltes eren donades pels bisbes a monestirs dels voltants: 
- Sant Miquel de Cuixà: Sant Andreu de Baltarga, Sant Julià de Tartera, Sant Tomàs de Ventajola, Santa Eugènia de Saga i Santa Cecília de Bolvir.
- Santa Maria de Serrabona: Sant Martí d'Urtx.
- Sant Sadurní de Tavèrnoles, Santa Coloma de Ger, Sant Esteve d'Umfred
- Sant Pere de Rodes: Sant Pere d'Osseja
- Sant Martí del Canigó: Sant Esteve de Guils, Sant Bartomeu de Bajanda i Santa Maria de Mosoll.

| Els monestirs amb més dotacions d'esglésies de la Baixa Cerdanya- Monestir de Sant Miquel de Cuixà - Monestir de Santa Maria de Serrabona - Monestir de Sant Pere de Rodes - Monestir de Sant Martí del Canigó |

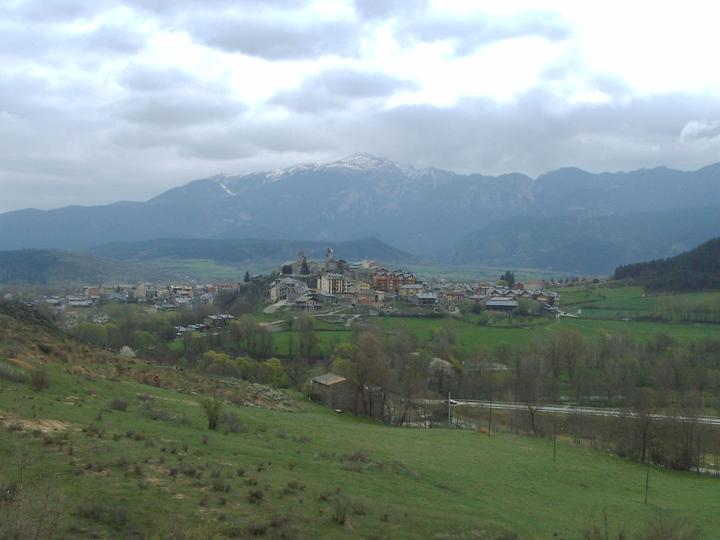
Vista de Bellver de Cerdanya

L'acte més important després de la construcció o reconstrucció era la consagració pel bisbe de la diòcesi, en què es dedica l'església a un sant patró. Les advocacions més freqüents a la Cerdanya van ser les de Santa Maria i Sant Martí. S'aixecaven actes que signaven alguns dels assistents; normalment, altres bisbes o nobles invitats. En la mateixa acta o en alguns casos en una altra d'addicional anomenada dotalia esmentaven els béns amb els quals era dotada la parròquia i els que n'eren els donants. Algunes d'aquestes actes encara es conserven i per elles es tenen les dades de moltes esglésies, com:
- El bisbe Ingobert va consagrar l'any 890 la de Sant Andreu de Baltarga
- El bisbe Guillem Guifré, la de Sant Esteve de Guils l'any 1042
- Els bisbes Pere Berenguer d'Urgell i Udalgar d'Elna, la de Sant Serni de Coborriu l'any 1137
- El bisbe Pere de Puigvert, la de Sant Pere d'Osseja (Alta Cerdanya) l'any 1219.

El manteniment d'aquelles possessions va originar una tibantor constant i lluites incessants al llarg de tota l'edat mitjana. El comtat de Cerdanya va ser envaït el 1198 per càtars dirigits pel Ramon Roger I de Foix i pel vescomte Arnau de Castellbò, que hi va causar molts estralls, especialment a les esglésies. La crisi albigesa (segles xii i xiii) va afectar notablement la zona més septentrional del bisbat, atès que els centres principals del catarisme eren en territoris fronterers, al migdia de França (Tolosa, Foix, Carcassona). Van conduire accions especialment violents a la Cerdanya, on es van espoliar i destruir moltes esglésies.

## Esglésies
Categoria principal: esglésies romàniques de la Baixa Cerdanya

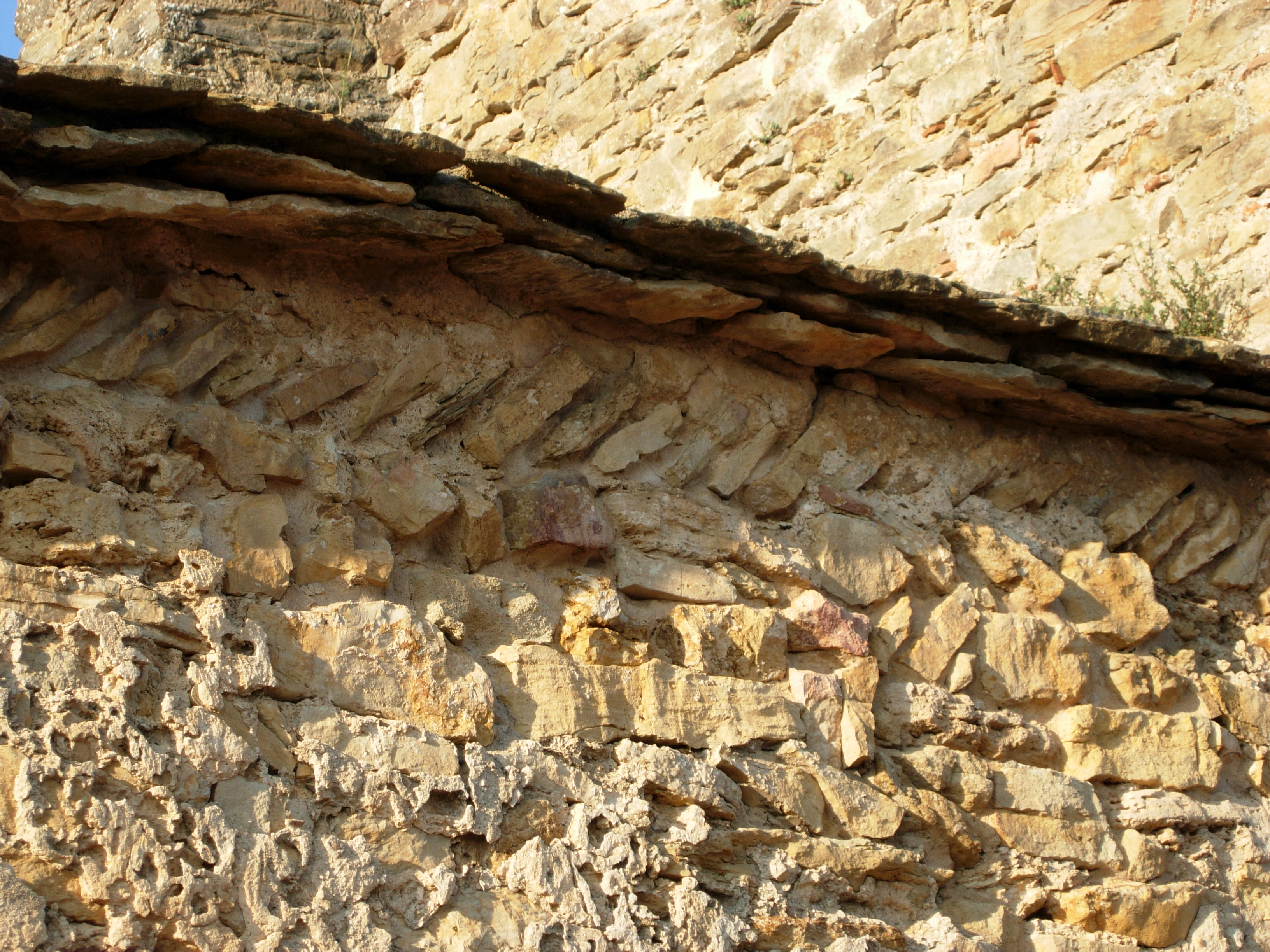
Paret construïda amb filades de pedra en forma d'espiga opus spicatum de l'església de Sant Julià de Boada (Baix Empordà) semblant a les de les esglésies de la Baixa Cerdanya

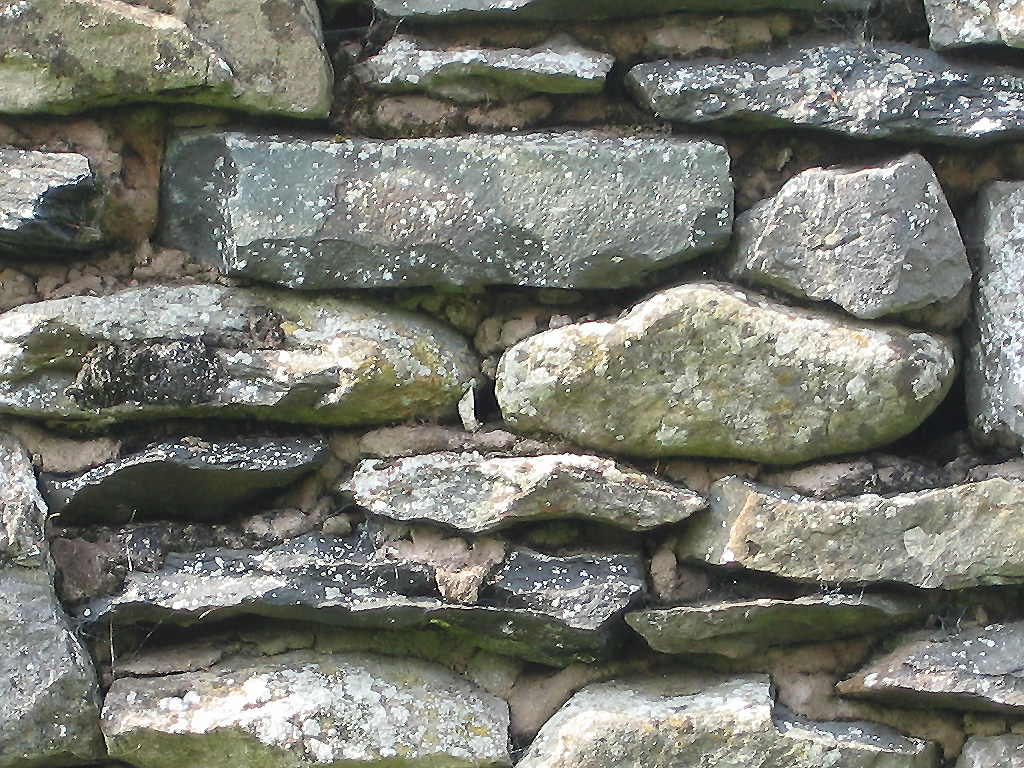
Paret amb filades de carreus de pedra horitzontals

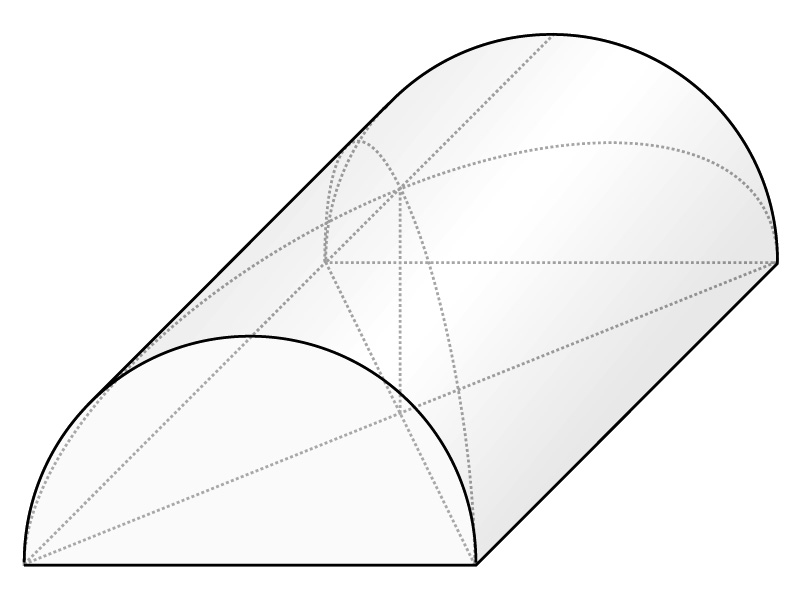
Esquema d'una volta de canó, element constructiu freqüent en l'art romànic

La majoria de les esglésies va arribat al segle xxi, dedicades al mateix servei pel qual va ser construïdes. No eren en conjunt grans esglésies, com que s'edificaven per les necessitats de les petites poblacions que tenien a càrrec seu, fent-les petites, senzilles i homogènies. Les primeres, pertanyents al segle ix i x, es feien amb materials pobres, pedra sense treballar, fang, fusta i canya, amb la qual cosa eren fàcils de destruir-se per incendis, o simplement per la degradació del temps. A la fi del segle xi ja es van fer millors construccions amb la pedra una mica retocada, posada en desordre, correntment en filades irregulars, però sensiblement horitzontals. Es comença a veure la decoració escultòrica a l'exterior de tipus llombard amb frisos d'arcs cecs i lesenes.
Un segle més tard, els carreus ja s'observen ben tallats i posats en filades més regulars, algunes parets estan construïdes amb filades de pedres inclinades en forma d'espiga opus spicatum com es mostra a l'església de Sant Miquel de Soriguerola, i a la meitat del segle xii es pot veure l'arc ogival per les voltes.
Les finestres són petites, generalment de tipus espitlleres i orientades a l'est, cap al sol. L'arc de mig punt va ser el primer empleat, segons la categoria de l'església, s'utilitzaven a les portalades en degradació, i en nombre divers formant les arquivoltes i decorats amb diversos motius.
Normalment es començaven a construir a partir de l'absis, on és fàcil veure una construcció de més qualitat, segurament realitzada per personal més experimentat en ser la part més difícil de la construcció de l'església, aquesta diferència es pot observar clarament a Sant Serni de Meranges i Sant Martí de Víllec.

## Arquitectura
Constaven sense grans variacions d'edificacions d'una nau amb absis de forma semicircular a la capçalera, acostumava a emplaçar-se en lloc ben visible aprofitant qualsevol lloc prominent, les cobertes de volta de canó i un campanar de cadireta sobre el frontispici, la porta era orientada al cantó del migdia i les seves fulles eren ornamentades amb forja. Acostumaven a tenir un terreny adossat el temple pel cementiri. L'església de Sant Julià de Tartera és l'única de la Baixa Cerdanya que presenta dues naus amb dos absis.

### La nau
La nau és de planta rectangular, algunes es presenten decantades respecte a l'absis, sense cap lògica, el que fa pensar que és a causa d'una deficiència constructiva. Poques estan dividides en trams per pilars o arcs torals com les de Sant Andreu de Baltarga o la de Santa Maria d'All.
Les primeres construïdes estan cobertes amb encavallades i bigues de fusta, així estava Sant Julià de Pedra i Sant Tomàs de Ventajola, ambdues amb parets de murs de fins a uns 80 cm, ja que només transmetien càrregues verticals i no necessitaven parets molt gruixudes. La volta de canó pròpia del romànic necessita robustes parets per resistir-la, segons l'amplada de la nau i l'alçada del mur, s'acostumava a posar per donar un reforç als murs una filera d'arcs formers adossats d'uns 40 cm de gruix. S'aplica aquesta solució des del segle xii per la reconstrucció de les esglésies que havien perdut la coberta de fusta, amb una volta de pedra i així es va fer entre altres a Sant Julià de Pedra, Santa Eugènia de Saga i Sant Esteve de Prullans.
Una de les esglésies més grans, amb tres naus, és la de Santa Maria d'All feta construir pel comte Guillem I de Cerdanya (1068-1095), segons consta en un document de l'any 1265. Està edificada amb carreus de pedra grisa i vermella.

### Les finestres
Les finestres, que s'obren en les parets més assolellades, són petites i escasses. Realitzades amb arc, les que pertanyen a l'absis encara són més petites i normalment n'hi ha una al centre. Acostumen a ser del tipus espitllera alta i estreta de doble esqueixada (més estretes a la part de dintre que a la de fora), de 12 cm d'amplada per 60/95 d'alçada. Un dels motius principals d'aquestes mides era la falta de vidre per tancar-les i així no deixar-hi passar a ningú.
Les dovelles de l'arc a les primeres esglésies són tosques i lleugerament retocades per donar-los forma. A mesura que passa el temps són més polides i millor treballades i adquireixen la forma de falca. A l'església de Sant Julià de Tartera hi ha finestres amb l'arc monolític fet en un carreu rectangular. Al segle xiii s'allarguen, són més nombroses i es decoren com les portalades amb diversos temes de boles, caps i d'altres, també s'emmarquen per arquivoltes com a Sant Julià d'Estavar i Sant Esteve de Guils.

### L'absis

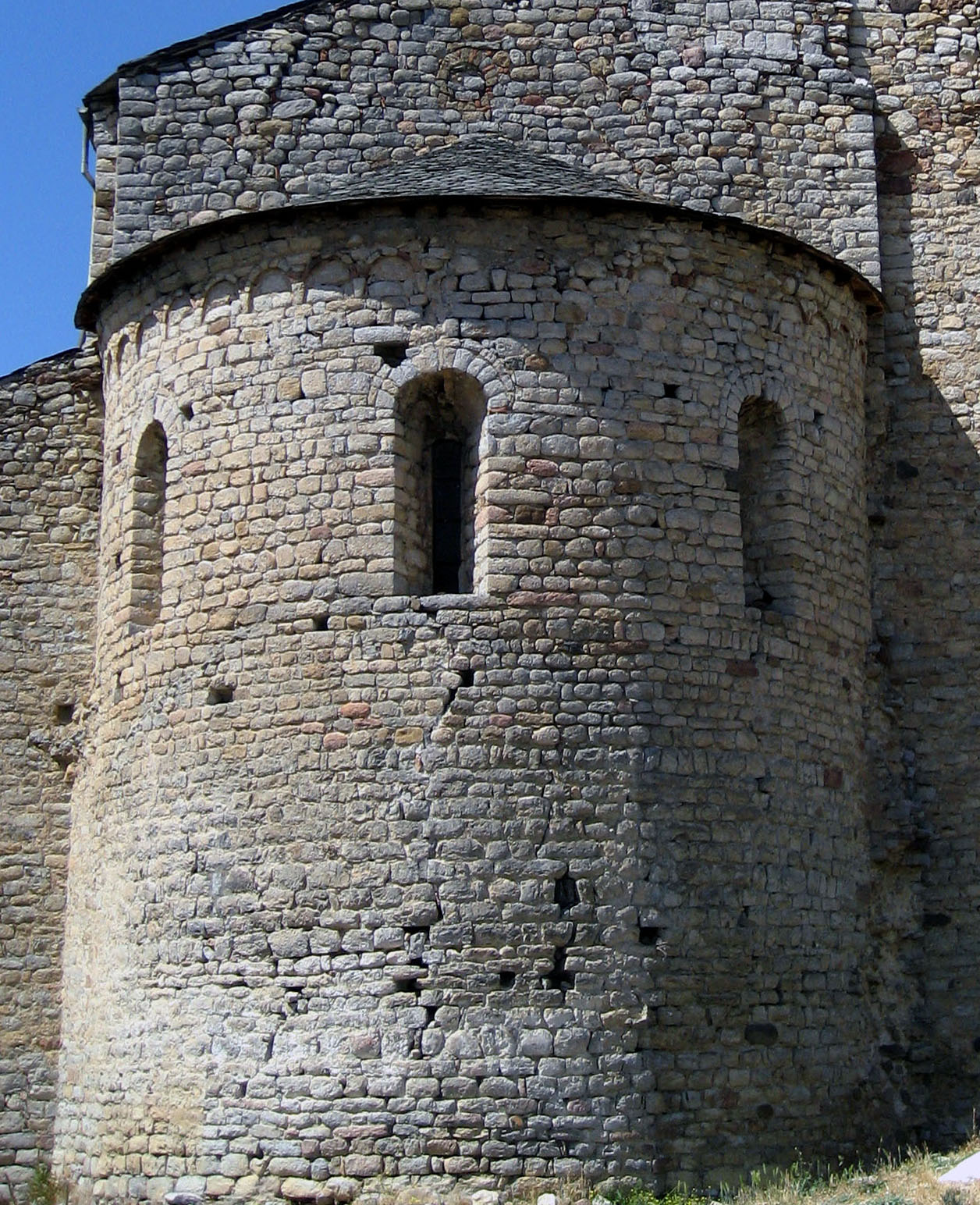
Absis amb un fris d'arcuacions cegues de l'església de Santa Maria de Talló

L'absis és en la capçalera de l'edifici i normalment és per on es comença la construcció, és el punt principal de les celebracions litúrgiques dintre del temple. De planta semicircular amb volta de quart d'esfera i sempre, a les esglésies de la Cerdanya, amb una finestra al centre per recollir les primeres llums del dia. Alguns tenen una fornícula o petit armari a la paret per guardar els objectes de culte. A esglésies de comunitats més grans s'acostumava a pintar el seu interior al fresc, representant el pantocràtor al centre i a la resta del tambor, personatges bíblics o escenes evangèliques. Se n'han conservat alguns fragments a Sant Andreu de Baltarga, Sant Julià d'Estavar i Santa Maria de Mosoll.
A l'exterior, encara que són completament llisos, és normal que tinguin alguna decoració al segle xi, la característica és del romànic llombard que consisteix en un fris d'arcuacions cegues que pot estar agrupat en sèries de dos o més arcs separats per una franja vertical anomenada lesena. Des del segle xii el fris pot ser sobre mènsules com a les de Santa Eugènia de Saga o Sant Pere d'Olopte. L'absis de Sant Esteve de Guils està decorat amb un fris de dents de serra, pilastres i meitats de columnes adossades amb capitells i mènsules esculpides.
L'estructura de l'absis és més estable que la de la nau, la prova n'és que molts temples conserven l'absis original i la nau està reconstruïda totalment o parcialment, com les esglésies d'Estavar o Músser.

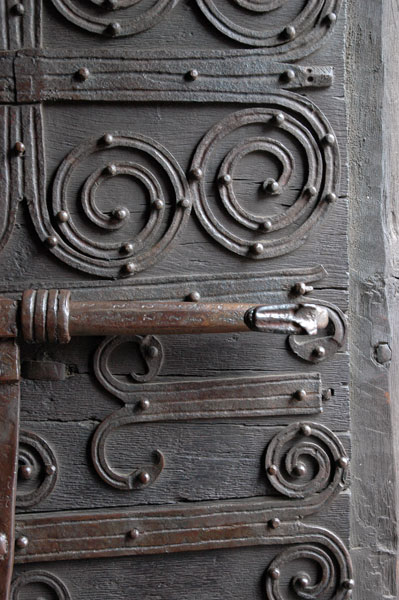
Ferramenta típica d'una porta romànica a l'església de Sant Esteve de Llanars

### La porta
La situació de la porta es feia normalment amb orientació a migjorn, per ésser l'orientació més càlida, en aquestes terres de la Cerdanya també era corrent fer un porxo, que servia per protegir l'entrada de les inclemències del temps. Normalment era una construcció lleugera de fusta i que es poden copsar per les marques on s'engalzaven els cabirons i en moltes esglésies s'aprecien les mènsules de suport de la biga de la teulada. Els porxos més moderns de les esglésies de Santa Maria de Talló i Sant Pere d'Olopte donen una idea de com devien ser aquells. Malgrat tot, algunes vegades es troba la porta a la façana de ponent, com a Sant Martí de Víllec o Sant Genís de Montellà, però es tracta de construccions del segle xiii. A Sant Julià de Tartera la porta està situada al nord, però no se sap amb certesa si fou el seu lloc original.

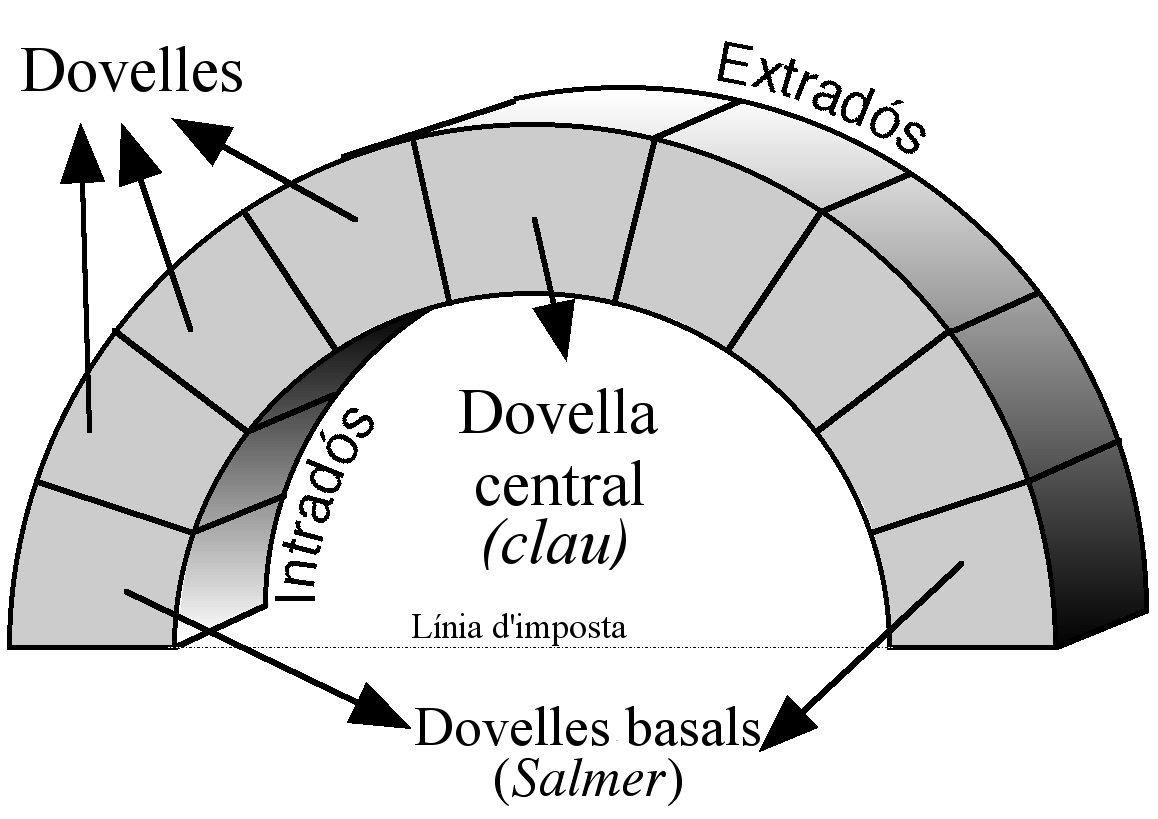
Esquema d'un arc de mig punt

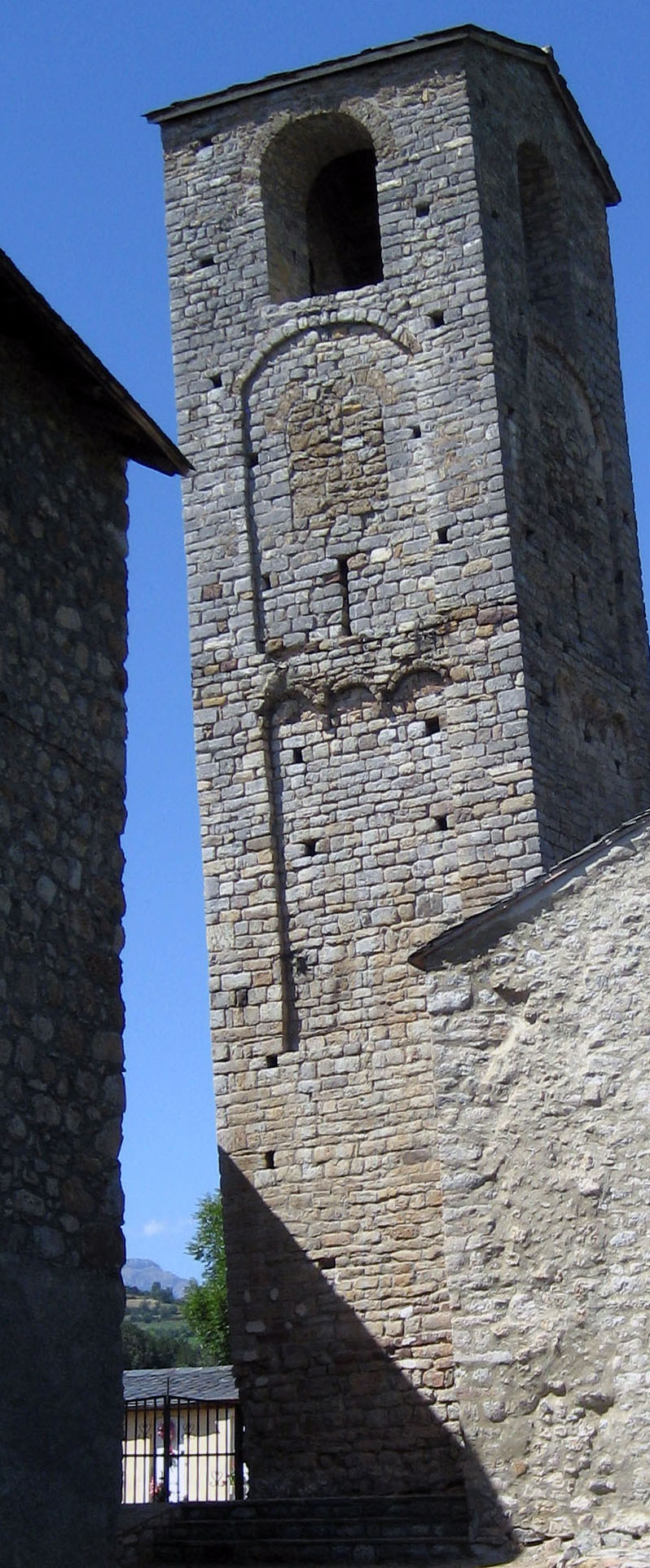
Torre campanar de l'església de Santa Eugènia de Nerellà

La forma era d'arc de mig punt i a les esglésies petites, d'un metre d'amplada per uns dos d'alçada, les més senzilles realitzades amb dovelles de pedres planes molt poc retocades, posant a les portes les dovelles més treballades i incorporant combinacions decoratives com un cercle de pedres allargades resseguint l'extradós de l'arc com a Santa Maria de Talló. La porta amb arc ogival es veu en escasses esglésies de la zona com a Sant Genís de Montellà i Sant Pere d'Olopte. L'única amb timpà és la de Sant Iscle i Santa Victòria de Talltendre, llis i molt rudimentari.
Amb el temps les portes comencen a adquirir una ornamentació arquitectònica, augmenten els arcs que la formen, se suavitzen les arestes i finalment es decoren amb elements escultòrics, s'alternen les arquivoltes rectangulars amb les columnes, amb diferents motllures i ornaments. A Talltendre i Estavar, la portalada mostra tres arquivoltes en degradació, inspirades en les portes laterals de la Seu d'Urgell. Sanavastre, Sant Julià de Tartera i Sant Martí d'Urtx té dues arquivoltes. La de Santa Maria d'All té tres arquivoltes però la del mig és un arc tòric sobre columnes en comptes de muntants rectangulars. Amb cinc arquivoltes estan realitzades les de Sant Pere d'Olopte, Sant Serni de Meranges, Santa Cecília de Bolvir i Santa Eugènia de Saga, substituint les columnes a dos muntants dels cinc que componen la portalada. La portalada de Sant Esteve de Guils és la més fastuosa amb set arquivoltes alternes i sostingudes sobre columnes.

#### Forja
Quasi totes les esglésies cerdanes han tingut i conserven, ornaments de forja a les seves portes, des de finals del segle xii fins al segle xv. El ferro s'explotava a tota la Cerdanya, des del Canigó fins a Martinet. La típica forja de rínxols continua sent l'ornament més comú de les portes ferrades, aquests ferros tenien la missió a més a més de l'ornament, de ser un reforç dels batents de les portes. Combinant el mateix element s'aconseguia una gran diversitat de composicions diferents amb la variació d'un element tan senzill com és una espiral.

### El campanar
El campanar més corrent a les esglésies de la Baixa Cerdanya és el de cadireta o espadanya, que és també el més senzill de construir. Normalment és de poc gruix i es col·loca sobre el frontispici de la façana. N'hi ha de totes les mides i maneres, des de les més petites d'un sol ull, com el de Sant Julià de Tartera o el de Sant Salvador de Predanies, els de dos finestrals com els de Sant Policarp de Cortàs o Sant Serni de Coborriu, que ocupen mig frontispici i els que tenien l'amplada igual que la façana, amb dues o tres obertures, com serien els de les esglésies de Santa Maria de Mosoll, Sant Julià de Pedra o Sant Bartomeu de Bajande.
Molts d'aquests campanars van ser ampliats o reforçats pel canvi a campanes més grans o bé per posar-los a més alçada per afavorir la propagació del so. Altres es van haver de reconstruir pels terratrèmols de finals del segle xiv i principis del segle xv.
Més tard es van realitzar d'altres modificacions canviant a campanars de torre com el de Sant Martí de Víllec i Sant Julià d'Estavar. Els campanars de torre eren més costosos i, per tant, d'esglésies amb més poder econòmic.
L'únic campanar de torre que s'ha conservat sencer és el de l'església de Santa Eugènia de Nerellà, i amb la part inferior original i la resta restaurada el de l'església de Santa Maria d'All.

## Escultura
L'ornamentació escultòrica en aquestes petites esglésies és d'aire popular i només es troba a l'exterior d'alguna d'aquestes: a l'absis, finestres, frisos i portalades. Consisteix en motius geomètrics i vegetals, animals com bous, cabres, òlibes, mussols, etc. amb caps i figures humanes traient la llengua o ensenyant les dents, Adam i Eva, que se'ls representa nus, així com alguna altra figura grotesca.
Les figures humanes normalment tenen el cap descobert. A la portalada de Santa Maria d'All hi ha una figura que es cobreix amb caputxa, i també en aquesta mateixa església una figura es presenta com orant amb el braç dret aixecat i el braç esquerre creuat a la cintura. Aquesta actitud de pregària és vigent a Europa central fins al segle viii, al segle xi reapareix vinculada a diversos grups, entre ells els càtars, també a Sant Serni de Meranges es pot veure una de semblant. Hi ha la figura d'un atlant representada a Sant Julià d'Estavar i a Sant Pere d'Olopte. La figura nua posada d'esquena ensenyant les natges es troba a Santa Cecília de Bolvir, Santa Maria d'All i a Sant Esteve de Guils.
Els elements dels frisos dels absis de dents de serra, el bisell de les arcades de les finestres i portalades ornamentades amb mitges boles, caps, animals, fulles i flors, els podem trobar a Santa Coloma de Ger. Hi ha una certa relació conceptual entre aquestes i les obrades a la catedral urgellenca, segurament per la dispersió dels artistes i artesans que a mesura que s'acabaven les obres de la Seu havien d'anar a la recerca de feina a les esglésies que es construïen o es reestructuraven.

### Piques baptismals
Hi ha moltes piques a la Cerdanya que són del tipus per immersió, buidades en un bloc de pedra i posades a terra. De caràcter molt primitiu i en general llises com la de l'església de Sant Fructuós de Músser i Sant Esteve de les Pereres. Des del segle xiv el baptisme d'infusió anà substituint el d'immersió, però aquest es continuà practicant en aquesta diòcesi fins a mitjan segle xvi. Des d'aleshores ja es troben algunes piques més petites amb ornamentació com a Sant Policarp de Cortàs.

### Escultura en talla de fusta
Les escultures de talla de fusta policromada de Crist Majestati la Mare de Déu amb Nen anomenada Sedes sapientiae, eren les representacions més nombroses que es feien per venerar a cada església. Gairebé totes s'han datat a partir del segle xii o principis del xiii. Noves devocions introdueixen els ordes mendicants al segle xiii. Els altars per les noves devocions es varen fer sota d'arcs buidats en els murs laterals de la nau, però es va acabar foradant les parets i construint capelles adossades com a l'església de Sant Esteve de Prullans.

#### Crist Majestat
Es representa en la creu però vestit amb túnica fins als peus amb els ulls oberts i en actitud triomfant, alguns amb corona reial. Sembla que aquesta iconografia va ser introduit a Catalunya pels pisans, quan van venir cap a l'any 1114 per ajudar el comte de Barcelona Ramon Berenguer III en la seva lluita per la conquesta de Mallorca.
- Crist Majestat de Santa Eulàlia d'Éller, atribuït al taller de Ripoll té una alçada de 85 centímetres i es guarda en el Museu Nacional d'Art de Catalunya, MNAC.
- Crist Majestat de Santa Maria d'All. D'una alçada de 79 centímetres datat de principis del xiii. Amb el cap decantat cap a la dreta, és representada amb un cert realisme tant pel moviment de cos com els cabells i el plegat de la túnica. Es guarda en el MNAC.
- Crist Majestat de Travesseres. Actualment al Museu Nacional d'Art de Catalunya.

#### Mare de Déu amb Nen
Es representa asseguda en un tron, vestida amb túnica, mantell i en general amb corona, el Nen usualment està assegut en els seus genolls, mirant els dos de front, en versions posteriors es veu amb el nen ja assegut al genoll esquerre i amb una aptitud menys hieràtica.
Moltes estan inspirades en la Mare de Déu de Cornellà de Conflent com les de Sant Pere d'Olopte i Santa Maria d'All. La Mare de Déu de la Llet, sublimació de l'alma mater, és representada a Puigcerdà i Sant Serni de Meranges.
Són fàcilment agrupables, per la forma que el vel cobreix el cap de la Verge i baixa fins als peus del Nen. A aquest tipus són les imatges pertanyents a les esglésies de Sant Tomàs de Ventajola (desapareguda el 1936), Sant Martí d'Urtx, Santa Cecília de Bolvir, Sant Serni de Coborriu i Sant Julià de Pedra. Algunes dels segles xiv i xv es van continuar fent amb les mateixes característiques de segles anteriors.
Algunes Mares de Déu amb Nen:
- Santa Maria de Talló. Imatge romànica de finals del segle xii o començaments del xiii. Es venera a la parròquia de Bellver de Cerdanya. La verge asseguda en un tron, amb les mans empara el seu fill assegut al mig de la falda sense arribar a tocar-lo. Aquesta imatge fa 89 centímetres d'alçada.
- Santa Maria d'All. Segles XII-XIII. Asseguda en tron amb columnes en forma d'espiral i poms de pinya, tots dos porten túnica, mantell i corona, el Nen amb la mà dreta beneeix i amb l'esquerra sosté una bola.[9] Es guarda al MNAC.
- Sant Pere d'Olopte. La imatge duu al seu fill assegut al genoll esquerre en posició frontal, asseguda en un tron amb columnes acabades en pom arrodonit. Es guarda al MNAC.
- Santa Maria de Bastanist. Imatge datada de l'any 1150 va desaparèixer durant l'incendi de 1936. A l'església es troba una reproducció.
- Santa Coloma de Ger. De la segona meitat del segle xii, és una talla que conserva una policromia original de 52,5 centímetres d'alçada que es guarda al MNAC.[10]

Algunes Mare de Déu amb Nen, desaparegudes principalment durant el 1936:
| - Sant Esteve de Guils - Santa Eugènia de Saga - Sant Tomàs de Ventajola - Sant Climent de Talltorta - Sant Miquel de Soriguerola - Sant Martí d'Urtx | - Sant Julià de Pedra - Santa Cecília de Beders - Sant Serni de Coborriu - Santa Maria de Bastanist - Sant Martí de Soriguerola - Puigcerdà. Mare de Déu de la Llet de l'església de Santa Maria - Sant Serni de Meranges. Mare de Déu de la Llet. |

## Pintura
A l'època del romànic, i en aquesta zona de la Baixa Cerdanya, la pintura mural que es fa servir en la decoració dels murs interiors d'esglésies es pot datar a començament del segle xi i xii, gràcies a l'arribada dels artistes de corrent italo-romà d'Orient. Les pintures de frontals dels altars abasten els segles xi, xii i xiii, amb la representació a la part central del Crist en majestat o la Verge amb el Nen envoltats de compartiments amb escenes de les figures dels apòstols o les vides dels sants corresponents a la parròquia. La pintura romànica es caracteritza per la uniformitat dels rostres, pel simètric plegament dels panys de les robes, i el rígid hieratisme amb els resseguiments massa forts o accentuats, i per la falta de perspectiva que ofereix la composició alhora.

### Pintura mural
Les pintures murals o al fresc es realitzaven principalment als murs dels absis, a algunes esglésies s'estenien per la resta dels murs, amb diversos temes però gairebé sempre presidits pel pantocràtor envoltat pel tetramorf. Part d'aquestes obres, segurament per la vulnerabilitat al pas del temps, s'han perdut, d'altres es van descobrir després d'alguna restauració, tapades darrere els retaules afegits en èpoques posteriors.
- Sant Julià d'Estavar. De l'anomenat grup del Rosselló, pertany el de l'església d'Estavar amb la representació del Pantocràtor i alguna resta d'altres figures a l'interior de l'absis.
- Sant Andreu de Baltarga. Pintura realitzada a la segona meitat del segle xii, a l'absis amb la representació Maiestas Mariae dintre una aurèola sostinguda per àngels, sota hi havia escenes de la vida de Jesús, com Andreu i Pere pescant en una barca i Jesús a la vora, el sant sopar amb els apòstols i el Naixement i la Crucifixió. I als arcs preabsidals Abel i un anyell i Caín amb fruits de la terra.[12] Quan es van fer les reformes a la capçalera de l'església, les pintures van sofrir mutilacions, solament es tenen alguns fragments salvats, que es conserven al Museu Diocesà d'Urgell.
- Santa Maria de Mosoll. A l'absis queden restes de les pintures murals, han d'ésser posteriors a l'incendi de 1198, al centre el Crist en Majestat amb els apòstols, hi ha un fragment de la crucifixió i parts de decoració d'entrellaçats i cortinatges.

### Frontals d'altar
És important la pintura sobre taula dels frontals d'altar presidits pel pantocràtor o Maiestas Domini i historiats amb episodis dels evangelis o les vides dels sants.

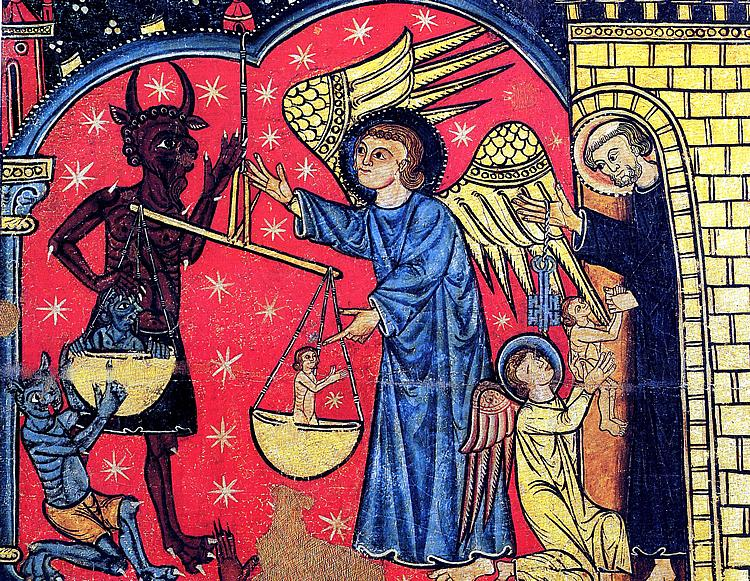
Detall del frontal de l'església de Sant Miquel de Soriguerola

- Sant Miquel de Soriguerola Pintat pel nominat mestre de Soriguerola a mitjan segle xiii. A la part esquerra superior hi ha tres escenes sota una arcada cadascuna, a la dreta l'escena de sant Miquel i el dimoni pesant ànimes la psicòstasi, i una visió del judici dels benaventurats. A la part baixa és el Sant Sopar, la lluita de sant Miquel amb el drac i una visió de l'Infern. Les mides són 234 x 95 centímetres. Es conserva al MNAC.[13]
- Sant Andreu de Baltarga. Al centre té la representació del pantocràtor dintre d'una màndorla i envoltat dels quatre evangelistes, hi ha dos quadres més per banda que representen el costat esquerre la Verge Maria amb sant Joan i el dessota la crucifixió de sant Andreu amb un soldat, al costat dret sant Andreu i sant Jaume i a baix sant Felip i sant Tomàs, tots els personatges són identificables per un rètol amb el seu nom. Datat de finals del segle xii o principis del XIII té unes mides de 94 x 156 centímetres, es troba al MNAC.[14]
- Sant Esteve de Guils. Del segle xiii al Museu del Prado a Madrid amb escena central del pantocràtor rodejat del tetramorf, a la part dreta l'enterrament de sant Esteve Protomàrtir i a la part esquerra la lapidació del mateix sant.
- Sant Climent de Gréixer. Del segle xiii amb el tema iconogràfic del pantocràtor assegut en un tron molt ric i el tetramorf al quadrat que emmarca la màndorla, a l'esquerra les figueres de sant Pere i sant Pau i a la dreta sant Jaume i sant Andreu. Es conserva al MNAC.
- Santa Eugènia de Saga. Al Museu d'Arts Decoratives de París es conserva d'aquesta església, un frontal d'altar del segle xiii, atribuït al mestre de Soriguerola, relatant la vida de Santa Eugènia.
- Santa Maria de Mosoll. Mides 100 x 168 centímetres. Amb dos registres, al superior s'aprecien a Gaspar, Baltasar i Melcior, la Mare de Déu i l'infant Jesús, sant Josep i la Visitació. Al registre inferior, l'Anunciació, sant Josep, Maria presentant a Jesús, Simeó rebent l'Infant i la Dormició de la Verge. Es troba al Museu Nacional d'Art de Catalunya.
- Santa Cecília de Bolvir. Al Museu Nacional d'Art de Catalunya, es conserva un frontal d'altar de l'any 1200 aproximadament, amb escenes pintades de la vida de santa Cecília i sant Valerià.

## Monestirs

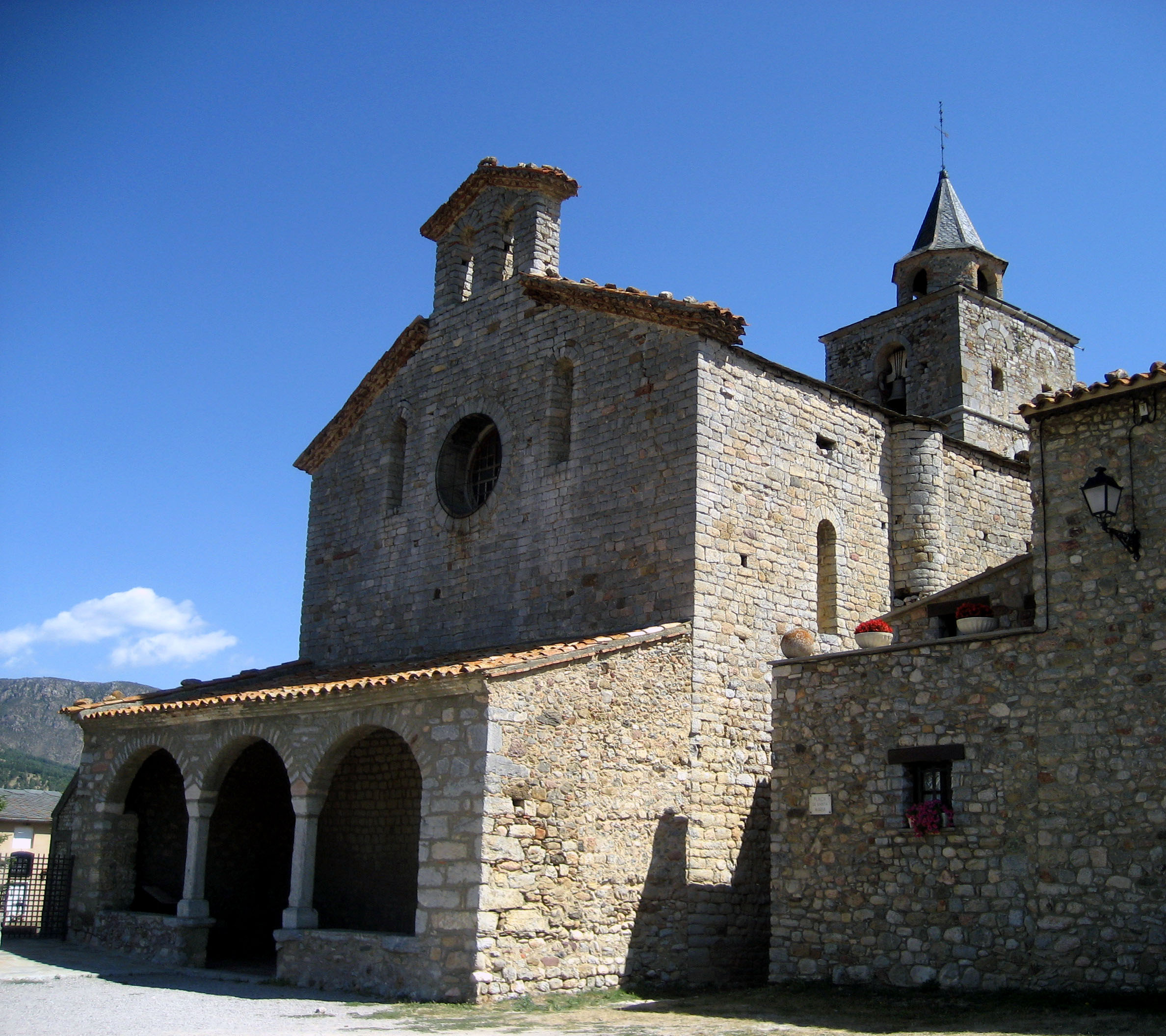
Monestir de Santa Maria de Talló un dels més importants de la zona ja a la fi del

A la Cerdanya no van proliferar els monestirs que tant es van donar per altres zones de Catalunya, tanmateix sí que es va construir el monestir de Santa Maria de Talló, a uns 600 m al sud de Bellver de Cerdanya, que ja devia ser l'església més important de la zona perquè és anomenada en primer lloc a la Dotalia de l'consagració de Santa Maria d'Urgell, a la fi del segle x. Sembla que com a canònica funcionava l'any 891, ja que, a l'acta de consagració de l'església de Sant Andreu de Baltarga, s'anuncia que estaven presents l'ardiaca i sis clergues de Santa Maria de Talló. A l'exterior, els murs laterals són reforçats per uns contraforts semicirculars, no habituals en l'arquitectura romànica catalana.
Una altra església de gran magnitud de la zona va ser la de Sant Pere d'Alp, amb planta de tres naus cobertes amb volta de canó i reforçades amb arcs torals, la seva vida com a monestir va ser curta, entre els segles XII fins finals del segle xiii.
El monestir de Sant Esteve i Sant Hilari, a Alp, és el primer monestir cerdà al segle ix. El comte Frèdol, l'any 815, és el que va edificar la cel·el correntment anomenada de Sant Esteve d'Umfred. Van ser localitzades les seves runes, damunt de la carretera d'Alp a la Molina, amb una mena de cabana de pastor coberta per una gran llosa de pissarra i parets treballades amb opus spicatum. Aquest tipus d'obra també es troba a altres esglésies pròximes d'aquesta zona, com la de Santa Cecília de Bolvir, al fonament de l'absis de Santa Eugènia de Saga i sobretot a la de Sant Esteve de les Pereres.

## Reconstruccions
Per les grans agressions que ha sofert la comarca, a part de les pròpies del pas del temps, com ara els moviments religiosos del catarisme del segle xii i més recentment la guerra civil espanyola de 1936, moltes esglésies romàniques van patir incendis i destruccions pel que una gran majoria van haver de ser reconstruïdes o se'n modificaren les estructures cap a nous estils.
| Esglésies construïdes sobre les runes d'altres esglésies romàniques al segle xvi a la Baixa Cerdanya | Esglésies construïdes sobre les runes d'altres esglésies romàniques al segle xvi a la Baixa Cerdanya |
| --- | --- |
| Església de Sant Climent d'Estana                                                                    | Nostra Senyora dels Àngels de Llívia                                                                 |
| Església de Sant Climent d'Estana                                                                    | Església de Nostra Senyora dels Àngels de Llívia                                                     |

A començaments del segle xiii es produeix una gran activitat constructora. Pertanyen a aquesta època les d'All, Estavar, Guils, Meranges, Bolvir. Altres han estat construïdes sobre les runes de les primitives romàniques, però van conservar la l'advocació original. Aquest seria el cas de l'esglesiola de Sant Climent d'Estana, reconstruïda completament al segle xvi, així com la de Nostra Senyora dels Àngels de Llívia. Entre els segles xvii i xviii se'n remodelen molts frontals i s'hi substitueix la finestra romànica per un òcul, segons els cànons artístics imperants a l'època i s'hi afegeixe capelles laterals. Com que ja no n'hi havia prou amb les fornícules i petits armaris per guardar els objectes litúrgics, foren afegides sagristies, amb l'entrada pel presbiteri o una capella lateral. Es van construir nombrosos campanars de torre amb altes i punxegudes cobertes piramidals.